# 鬼虎
鬼虎（うにとら）は、16世紀初めの与那国島の首領である。

## 概要
女酋長サンアイイソバの後に与那国島を統治した。琉球王国の支配と対立したため、宮古島の仲宗根豊見親らに討伐される。

鬼虎は元々宮古は狩俣（現在の狩俣地区）の生まれであった。5歳の頃には既に5尺の身長があった。この頃に宮古島で飢饉があった。ちょうど与那国の人が商売に来ており、鬼虎の形相を見て只者ではないと思い、米一斗で買い取り連れ帰った。長じて鬼虎は身長一丈五寸、勇力無双、智謀に長けた豪傑となり、与那国島の首領となった。
与那国の形勢を見るに、四方は崖が屏風のように切り立ち、周囲には岩礁が隠れていた。津口は南に一か所あるだけで、風波が静かな時だけ出入りできた。一人で万を相手にして守りきる事のできる地形で、これを頼んで鬼虎は王化（琉球の朝貢国化）に従わなかった。先のアカハチ征伐の時も兵船を派遣して攻めさせたが、津口に入る事も出来ずに虚しく帰還した。ここに至って、尚真王は空広（ソラビー。いわゆる仲宗根豊見親）に名剣治金丸を貸し与え、鬼虎征伐を命じた。

宗徒の勇士、空広の息子である金盛、祭金、チリマラの三兄弟、金志川のカナモリ・ナキタツ兄弟、さらに精兵24人、及び美女4名、住屋大阿智城、砂川恋種司、伊良部伊安登之於母婦、砂川のアフガマ。以上が空広軍の陣容であった。彼らは与那国に至ったが、以上の地理的条件を鑑み、軍勢を無事上陸させるため策略を用いた。すなわちまず美女が赴き、「宮古は飢饉で大変です。同郷のよしみで助けてください」等々と鬼虎を泣き落として取り入り、酒を勧めて大いに酔わせた。空広はこれに乗じて入港し、直ちに攻め入った。しかし鬼虎は丈余の大角棒を振るって迎え撃ち、空広はこれを避けようとしてつまづき、深田に倒れ込んでしまった。鬼虎これを見て曰く「汝ら今日、釜中の魚となる。如何に飛び出し得るか」その言葉も終わらぬうちに、三兄弟と金志川兄弟が左右から襲いかかるも、鬼虎の威はなお迅雷のごとく、引き下がってしまう。その時、空広が躍り出て治金丸を一閃、鬼虎の右膝を薙ぎ落とし、嫡男金盛が走ってきて首を取った。其の他の賊は皆降参した。
これらの記述は、主に宮古に伝わる「忠導氏家譜正統」に基づくが、年代について問題がある。家譜には嘉靖年間（1522年 - 1566年）とあるが、稲村賢敷はこれを正徳年間の誤記であり、かつ正徳8年（1513年）以前であるとする。
理由として次の点が説明されている。家譜に曰く、「琉球軍による鬼虎征伐に参加した城辺の豪族である金志川豊見親カナモリ（金盛）、及びその弟ナキタツという者がいる。カナモリは鬼虎征伐の帰途、多良間で病死（宮古島旧記）、或いは謀殺（伝説）され、弟が金志川豊見親となった。」とあるのだが、「球陽（176号）」には、尚真王代37年（1513年）に、金志川豊見親ナキタツが中山からの帰りに大般若経六百巻を買ったという記述がある。よってカナモリ死亡時期から鑑みると1513年でなければ辻褄が合わない。また、嘉靖年間には既に仲宗根豊見親は高齢者であり、戦闘の指揮をとるのは難しい。以上の稲村による2点の指摘に加え、次の問題点もある。
鬼虎征伐には、金志川兄弟と同郷の城辺から砂川のアフガマという「美人」も参加していたとなっているが、この人物は「八重山入の時のアヤグ（宮古方言で詩歌）」にも兄弟と共に名前があり、アカハチ征伐にも参加している。嘉靖年間という説を採った場合、鬼虎征伐時の年齢は40を越えており「美人」という表現が用いられているのは当時の風習から見て不自然と言える。
また、豊見親は、鬼虎の娘を妻にする約束で宮古に連れ帰ったが、実際には下女として扱われたので娘は自害したと「八重山乙女のアヤグ」に伝えられている。
多良間島の「多良間八月踊」ではこの物語が、「忠臣仲宗根豊見親組」として演じられている。